# Friedbert Wissmann

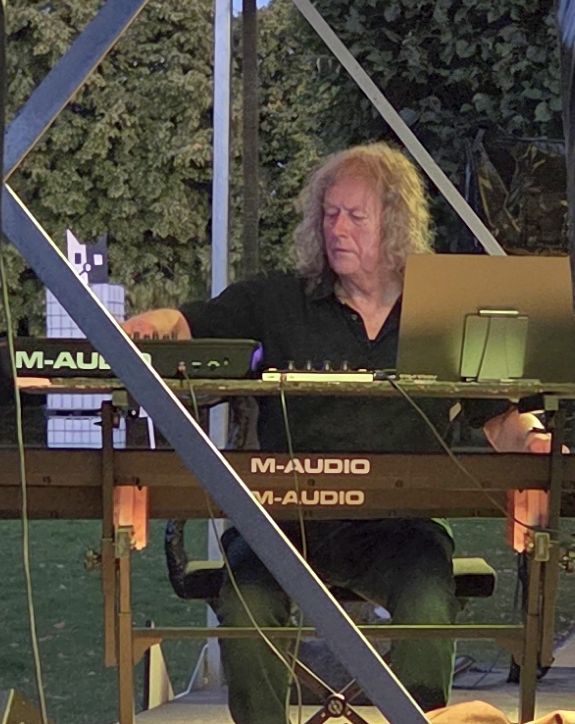
Friedbert Wissmann bei einem Auftritt 2025

Friedbert Wissmann (* 2. Mai 1953 in Dresden) ist ein deutscher Komponist.

## Leben
Friedbert Wissmann studierte von 1973 bis 1977 an der Technischen Universität Dresden Informationstechnik. Anschließend studierte er von 1978 bis 1982 Komposition an der Hochschule für Musik Carl Maria von Weber Dresden. Beide Fächer schloss er mit dem Diplom ab. Nach seinem Kompositionsstudium arbeitete er seit 1983 als Lehrbeauftragter für Komposition mit elektronischen Klangerzeugern und war von 1989 bis 1993 Dozent an der Hochschule für Musik. 1984 gründete er in Kooperation zwischen der Hochschule für Musik und der Technischen Universität Dresden das Studio für elektronische Klangerzeugung, heute Studio für Elektronische Musik.
Wissmann war Mitglied der ehemaligen Dresdner Songgruppe Schicht-Theater. Seit 1993 ist er als freischaffender Komponist tätig. 1995 gründete er das Unternehmen WFP Audio-Video-Produktionen, das Produkt- und Imagevideos sowie 3D-Computeranimationen produziert, u. a. für den Grafiker Wolfgang Petrovsky.
Friedbert Wissmann wurde 1983 Mitglied des Verbandes der Komponisten und Musikwissenschaftler der DDR, seit 1991 gehört er dem Deutschen Komponistenverband an.

## Werke
- If there be nothing new, chorsinfonisches Werk (2008)

## Filmografie
- 1986: Evolution
- 1987: Vernehmung der Zeugen
- 1987: Die Bremer Stadtmusikanten (DEFA-Trickfilm)
- 1991: Das Licht der Liebe